# Alberto Boni
Alberto Boni (Reggio Emilia, 20 aprile 1905 – ...) è stato un calciatore italiano, di ruolo difensore.

## Carriera
Debutta in massima serie con la Reggiana, disputando una gara nella stagione 1925-1926. 
Dopo due anni con il Mirabello torna alla Reggiana, con cui disputa altre 14 partite nella Divisione Nazionale 1928-1929. 
L'anno seguente è ancora con gli emiliani in Serie B, con 15 presenze e un gol. 
Nel 1930-1931 gioca la sua ultima stagione con la Reggiana, in Prima Divisione. 